# Лимерик (округ)
Округ Лимерик (енгл. County Limerick, ир. Contae Luimnigh) је један од 32 историјска округа на острву Ирској, смештен у његовом западном делу, у покрајини Манстер.
Данас је округ Лимерик један од 26 званичних округа Републике Ирске, као основних управних јединица у држави. Седиште округа је истоимени град Лимерик, који је управно издвојен из округа, али и даље врши улога окружног седишта.

## Положај и границе округа
Округ Лимерик се налази у западном делу ирског острва и Републике Ирске и граничи се са:
- север: округ Клер,
- исток: округ Типерари,
- југ: округ Корк,
- запад: округ Кери,
- северозапад: Атлантски океан.

## Природни услови
Лимерик је по пространству један од већих ирских округа - заузима 10. место међу 32 округа.
Рељеф: Округ Лимерик се састоји две сасвим различите целине. Северни део округа је равничарски, надморске висине 50-100 м. Стога је округ познат као пољопривредно подручје. Јужни део округа је више брдско-планински (планине Слив Фелимс, Галтис, Балихура, Мула), а ту се и налази највиши врх округа, Галтимор, висок 919 м.
Клима Клима у округу Лимерик је умерено континентална са изразитим утицајем Атлантика и Голфске струје. Стога град одликује блага и веома променљива клима.
Воде: Округ Лимерик је богат водама. Округ има дугу обалу ка Атлантику на северозападу. На северу округа се налази ушће познате ирске реке Шенон, која се потом развија у велики естуар. У Шенон се н подручју округа улива више мањих река: Мулкеар, Луба, Мејџ, Дил и Фијал. У округу нема значајнијих језера, што реткост з острво.

## Становништво
По подацима са Пописа 2011. године на подручју округа Лимерик живело је преко 190 хиљада становника, већином етничких Ираца. Ово је за 70% мање него на Попису 1841. године, пре Ирске глади и великог исељавања Ираца у Америку. Међутим, последње три деценије број становника округа расте по стопи од приближно 1% годишње.
Густина насељености - Округ Лимерик има густину насељености од близу 70 ст./км², што је за нешто више од државног просека (око 60 ст./км²). Северни део округа је боље насељен него јужни.
Језик: У целом округу се равноправно користе енглески и ирски језик.